# Kolos Dobra, Arbuzînka
Kolos Dobra (în ucraineană Колос Добра) este un sat în comuna Novoselivka din raionul Arbuzînka, regiunea Mîkolaiiv, Ucraina.

## Demografie
Componența lingvistică a localității Kolos Dobra
     Ucraineană (95,45%)
     Rusă (4,55%)
Conform recensământului din 2001, majoritatea populației localității Kolos Dobra era vorbitoare de ucraineană (95,45%), existând în minoritate și vorbitori de rusă (4,55%).